# 衛生検査所
衛生検査所（えいせいけんさじょ）は病気の診断や健康診断のために採取された血液等の検体を医療機関から集めて検査する施設のこと。臨床検査技師等に関する法律で定義されている。衛生検査所を開設する場合は都道府県知事等に届け出る(=登録する)必要があり、「登録衛生検査所」ともいう。コマーシャルラボや検体検査センターと呼ぶこともある。

## 解説
医療機関での検査は検体検査料、病理学的検査料、生体検査料、診断穿刺・検体採取料、薬剤料、特定保険医療材料料に分かれている(2006年4月診療報酬点数表)が、このうち検体検査と病理学的検査の2つについては衛生検査所が医療機関から検体を預かり検査を実施することができる。平成10年2月現在916の衛生検査所がある。非営利施設と営利企業が混在している。
診療報酬体系上では、医薬品、医療材料、検査等の報酬は「もの代」とされている。検体検査についても市場実勢価格を踏まえ診療報酬評価が進められる。衛生検査所が検体検査を受託する場合競争入札の対象となっており、独占禁止法が適用されたこともある。保険医療機関が受領する検査の料金は診療報酬点数で決められているため、より安価な検査外注先を選定し検査差益をより大きくすることが、医療機関等の経営において医療費効率化の手法になることがあると考えられる。しかし検査差益を求めて検査回数が増える可能性もあり、医療費低減には必ずしも寄与しない。衛生検査所にとっては検査の質を担保しつつ、より安価に受託できるようにすることが重要な経営課題である。検体検査を営利企業が行うことができるのは、検体検査について工業生産品と同様に、競争原理によって高品質で安価なものとなることが期待されている。医療施設内での検査と外注検査との競争もあれば、検査所間の競争もある。
病理学的検査も衛生検査所で受託可能であるが、臨床検査技師等による標本作成や細胞診スクリーニングだけではなく、医行為としての病理診断や細胞診断が含まれていることが現実である。病理学的検査受託料金から病理医に支払う病理診断・細胞診断の委託料を差し引くので、衛生検査所での契約単価低下がある場合、病理学的検査部門の経営的各指標は他分野部門よりも変動が大きい。この構造的問題を解決するためには、診断を含む病理学的検査を受託できる施設要件の見直しや、衛生検査所での検査受託について診断内容を含まないもの(たとえば形態学的検査と呼称して区別する)に限定するなどの施策が求められよう。
生体検査は衛生検査所で受託することはできない。
- 医師会検査センターを医療機関として開設した場合、検体検査に限らず臨床検査全般を実施することができる。具体的には臨床検査科や臨床病理科などを標榜し、ホルター心電図解析が可能である。

### 指導監督医
指導監督医は衛生検査所の管理者が医師以外である場合に、衛生検査所の検査業務のすべてを指導監督するために選任された医師である(施行規則・省令,衛生検査所指導要領)。

## 病理学的検査と病理診断科
登録衛生検査所は臨床検査技師等に関する法律で規定された施設であり、医師の指導監督のもとでの臨床検査のうち検体検査、病理学的検査が実施できる。なぜ登録衛生検査所で病理学的検査が行われるようになったか定かではないが、登録衛生検査所は病理学的検査を受託することができ病理標本が作製される。しかし病理標本に対する「病理診断は医行為である」との解釈があるので、登録衛生検査所から病理医または細胞診指導医にから診断または判定についての報告書作成を委託している。登録衛生検査所の病理学的検査報告書として病理医が作製し署名した病理検査報告書が医療機関に届けられる。つまり、病院・診療所から病理学的検査を衛生検査所が下請けし、病理診断・細胞診断を医師が孫請けするという構図である。
- 病理専門医を指導監督医として登録衛生検査所に雇用し、病理診断に従事させることで登録衛生検査所で病理診断が可能ではないかと誤解されているときがあるが、病理医が指導監督医であることと登録衛生検査所での病理診断ができることとは関係がない。衛生検査所の管理者が医師であっても衛生検査所が医行為を受託できるわけではない。医行為は医療機関でなければ行えないからである。

病理診断科と臨床検査科が標榜診療科となった(2008年4月1日から)。また診療報酬が改定され、第3部検査の病理学的検査が第13部病理診断に移り名称も病理組織顕微鏡検査は病理標本作製に変更された。これまでグレーであった登録衛生検査所の病理学的検査受託の是非は明確になったものと考えることができる。登録衛生検査所が受託する病理学的検査は、病変の判断である診断診断・細胞診断を含むことはできないと考えられる。登録衛生検査所が受託する病理学的検査は病理標本作製（特殊染色や電顕標本作製などを含む）、細胞診標本作製（ウイルス検出などを含む）、病変の判断を含まない検査に限定される。
病理学的検査は登録衛生検査所が受託可能な検査のひとつである。作製した病理標本、細胞診標本は、委託元の医療施設に返却される。作製した標本(検査結果)を受託元以外に送付することはできない。したがって委託元に返却された病理標本・細胞診標本を用いて診断が行われると考えられる。現在、登録衛生検査所でアルバイトしている病理医は、各医療機関で新設されるであろう病理診断科に非常勤勤務して、医療機関で病理診断・細胞診断を実施されるものと理解したい。今回の病理診断科導入の趣旨からして、自宅や医学部病理学教室での診断はできない。自宅を医療機関として届け出ることを検討することにもなろう。
登録衛生検査所が下請けし作製した病理標本を、医療施設である病理診断科に孫請けするなど、臨床検査技師法と医療法の渾然一体はあってはならない。衛生検査所と病理診断科の争いから病理診断科同士の争いに発展する。たちまち共倒れするだろう。そもそも、病理診断は医師が行う医行為であり、病理診断を行う病理医の責任や倫理が問われる分野である。病理診断を低価格で受託競争をすることを期待されてはいない。
- 2010年診療報酬改定では病理診断について第1節(「もの代」、ホスピタルフィー相当)と第2節(ドクターフィー相当)の定義が法文等で明示される必要がある。医療圏や各医療機関の医療機能充実のためには病理診断を評価して病理医不足を解消することも地域医療の課題である。病理診断を検査差益対象とするとき、検体検査に病理診断を含めて外注するとき、その地域で病理医は育たないのである。
- 日本病理学会理事長（2006-2008， 2008-2010）長村義之は、日本病理学会会報266号 3頁 [8]において、衛生検査所での病理診断の在り方として「病理診断科を診療所として開設し（他の診療科との併設など），標本作製部分と診断部分を分離させる方向では如何か?」と述べている。

臨床検査専門医、病理専門医、細胞診専門医の制度が学会単位であること、検体検査に分類される尿沈渣、末梢血液像などの形態学的検査でも病変の判断が含まれていること、臨床検査技師の職務範囲が広範囲であること、さらに診療所等病理検査室のない医療施設への患者誘導政策などとの関係もあり、病理診断科の標榜で解決できないことも多い。